# Busso
Busso (U Vussë in molisano) è un comune italiano di 1 152 abitanti della provincia di Campobasso in Molise.
Ha dato origine alla famiglia Santangelo, di cui è famoso Nicola Santangelo (a cui è dedicata la piazza del paese), il più longevo Ministro dell'Interno del Regno delle Due Sicilie.
Il paese fa parte dell'arcidiocesi di Campobasso-Boiano.

## Storia

### Epoca sannita
Le origini di Busso risalgono all'epoca sannitica. Secondo certe ipotesi, nella località di Monte Vairano sorgeva l'antica città detta in dialetto osco Akudunnia, mentre dai Romani Aquilonia, il che ha fatto dibattere molto gli storici sulle possibili località della battaglia delle guerre sannitiche, descritte da Tito Livio; tuttavia gli storici contemporanei ritengono più probabile che Aquilonia sorgesse più a ovest, al confine con il Lazio. Il sito di Monte Vairano è circondato da mura fortificate dette "ciclopiche", in cui si aprono tre porte di accesso, a occidente, Porta Vittoria (lato orientale), e Porta Meridionale o Monteverde al lato sud. Due porte sono rivolte verso il tratturo Matese-Cortile. Centocelle, diramazione del grande tratturo Celano-Foggia, mentre l'altra si affaccia sul Biferno. Nei pressi di Porta Vittoria e Monteverde sono state trovate strutture quadrangolari, forse antiche torri di guardia, mentre a Porta Vittoria è stata rinvenuta una fornace per la cottura dei vasi. La cinta muraria di Akudunnia racchiude l'area di 50 ettari, all'interno dell'area sono riconoscibili le zone delle case civili, del tempio sacro maggiore e della piazza. Tuttavia la datazione certa del sito è attribuibile soltanto a una casa nei pressi di Porta Meridionale, edificata nel II secolo a.C., a pianta quadrata con mura a blocchi di pietra e ad argilla mista a paglia.
Akudunnia fu conquistata nell'ambito della guerra sociale nel I secolo a.C., quando i Sanniti, insieme gli altri popoli italici del Sannio, della Lucania e dell'antico Lazio si riunirono nella capitale Corfinium in Abruzzo per combattere Roma, a causa della mancata concessione della cittadinanza. Dunque la città di Akudunnia svolgeva il ruolo di fortificazione con guarnigione interna, piuttosto che quello di comune centro abitato da civili, e infatti dopo la conquista romana, il sito di Monte Vairano cadde in abbandono.

### Dal Medioevo a oggi
Dopo la caduta di Akudunnia, l'area di Busso venne ripopolata a partire dai Longobardi e dai Normanni, che accorparono le terre del Contado di Bojano. Il toponimo Bussus proverrebbe da "bosco", nell'epoca normanna del X-XI secolo, il feudo fu incluso nel Contado del Molise, menzionato nel Catalogus baronum come proprietà dai Conti Borelli, di cui si ricorda un tal Riccardo de Busso (o de Buxo). I Borrelli persero il feudo nel XIV secolo, che venne venuto a diversi altri signori, tra cui i D'Alife, i Cantelmo, i Caetani, i Caracciolo. Nel 1625 Busso andò in mano a Francesco Maria Riccardo, marchese di Ripalimosani, nel 1630 il marchese alienò Busso a Giovanni Antonio Parisi, che nel 1647 lo dette al duca di Rodi di Casa Cavaniglia. Questa famiglia nel 1708 vendette Busso alla famiglia Giordano, che conservò il potere sino al 1806, anno dell'eversione dal feudalesimo.
Busso allora divenne municipio, nella provincia di Campobasso, sotto cui si trova tutt'oggi.

### Simboli
Lo stemma del comune raffigura un uomo che "bussa" a un albero, simbolo dei primi abitatori che dissodarono la campagna.
Il gonfalone è un drappo di azzurro.

## Monumenti e luoghi d'interesse

### Architetture religiose
- Chiesa di San Lorenzo Martire costruita probabilmente nel XV secolo e rimodellata in periodo rinascimentale. Fu ricostruita in forme barocche attorno al 1728 e restaurata dopo il terremoto del Molise del 1805. La chiesa ha navata unica, con facciata semplice a capanna e campanile a torre neoclassica, con cuspide e lanterna superiore che fa da cesura tra pinnacolo e tetto della cella campanaria.
- chiesa di Santa Maria in Valle. Posta trova presso la fontana di Sant'Onofrio. Fu restaurata nel 1870 dopo il grande terremoto, e oggi è meta di pellegrini, trovandosi ai piedi del monte Vairano. Ha navata unica ed è in stile neoclassico.

### Architetture militari
- Palazzo ducale Venditti. Busso, in epoca medievale, possedeva cinta muraria e porte cittadine. Rimane l'ex castello divenuto palazzo ducale. Vi sono tracce di torri del periodo angioino. Il palazzo, della famiglia Venditti (XVIII secolo), è rettangolare con decorazioni tardobarocche.

## Società

### Evoluzione demografica
Abitanti censiti

### Etnie e minoranze straniere
Secondo i dati ISTAT al 31 dicembre 2010 la popolazione straniera residente era di 41 persone. Le nazionalità maggiormente rappresentate in base alla loro percentuale sul totale della popolazione residente erano:
Romania 24 1,71%

## Cultura

### Festività
- Festa patronale di san Lorenzo martire (10 agosto)
- Festa dei santi Giovanni e Paolo (26 giugno)
- Festa della Madonna del Carmine (16 luglio)
- Festa di padre Pio (13 agosto)
- Festa di Santa Maria in Valle (seconda domenica di settembre)

## Amministrazione
Di seguito è presentata una tabella relativa alle amministrazioni che si sono succedute in questo comune.
| Periodo        | Periodo        | Primo cittadino    | Partito                       | Carica  | Note  |
| -------------- | -------------- | ------------------ | ----------------------------- | ------- | ----- |
| 26 giugno 1989 | 13 giugno 1994 | Nicola Giancola    | Democrazia Cristiana          | Sindaco | [ 8 ] |
| 14 giugno 1994 | 25 maggio 1998 | Nicola Giancola    | Partito Popolare Italiano     | Sindaco | [ 8 ] |
| 25 maggio 1998 | 3 maggio 2002  | Giovanna Picciano  | lista civica                  | Sindaco | [ 8 ] |
| 28 maggio 2002 | 29 maggio 2007 | Giovanna Picciano  | lista civica                  | Sindaco | [ 8 ] |
| 28 maggio 2007 | 7 maggio 2012  | Raffaele D'onofrio | lista civica                  | Sindaco | [ 8 ] |
| 7 maggio 2012  | 12 giugno 2017 | Angelo Colaneri    | lista civica                  | Sindaco | [ 8 ] |
| 12 giugno 2017 | 12 giugno 2022 | Michele Palmieri   | lista civica: Busso nel cuore | Sindaco | [ 8 ] |
| 12 giugno 2022 | in carica      | Michele Palmieri   | lista civica: Busso nel cuore | Sindaco | [ 8 ] |